# Olofs frostiga äventyr
Olofs frostiga äventyr (originaltitel: Olaf's Frozen Adventure) är en amerikansk animerad film från Disney från 2017. Filmen är en uppföljare i form av en kortfilm till Frost. Kortfilmen visades som en förhandsfilm till filmen Coco. Filmen kommer också ut i 3D-format.

## TV
Filmen hade TV-premiär på ABC den 14 december 2017. 5,64 miljoner tittade på den.

## Handling
Elsa och Anna ska fira sin första jul tillsammans, men kommer på att de har ingen familjetradition eftersom Elsa isolerade sig under barndomen. Sven och Olaf går runt i Arendal för att se hur olika familjer firar jul. 

## Priser
| År   | Pris        | Kategori                                   | Nominerade                                                                   | Resultat  | Ref.  |
| ---- | ----------- | ------------------------------------------ | ---------------------------------------------------------------------------- | --------- | ----- |
| 2018 | Annie Award | Best Animated Special Production           | Olaf's Frozen Adventure                                                      | Nominerad | [ 6 ] |
| 2018 | Annie Award | Animated Effects in an Animated Production | Christopher Hendryx, Dan Lund, Mike Navarro, Hiroaki Narita, Steven Chitwood | Nominerad | [ 6 ] |
| 2018 | Annie Award | Music in an Animated Feature Production    | Elyssa Samsel, Kate Anderson, Christophe Beck                                | Nominerad | [ 6 ] |

## Frost filmer
- Frost (2013)
- Frostfeber (2015)
- Frost: Norrskenets Magi (2016)
- Olofs frostiga äventyr (2017)
- Frost 2 (2019)
- Once Upon A Snowman  (2020)